# Герб Марій Ел
Герб Республіки Марій Ел є державним символом Республіки Марій Ел. Прийнятий Парламентом Республіки 30 листопада 2006 року.

## Опис
Державний герб Республіки Марій Ел являє собою щит, в срібному полі якого зображено здибленого червленого ведмедя із золотими кігтями, зубами і чорними з сріблом очима. У правій лапі - звернений вниз меч, в лазуровий піхвах із золотими фрагментами, і золотий молот зі срібною рукояткою. У лівій лапі - окраєнний золотом лазуровий щит із зображенням золотого скошеного марійського хреста, утвореного двома парами здвоєних, абстрактних вузьких перев'язів навхрест, на кінцях двічі гаммованно-загнутих всередину кожної пари, з ромбом посередині. Гербовий щит увінчаний земельної короною із зубцями, стилізованими під марійський орнамент з трьома окремими ромбами.

## Символіка

### Трактування символіки
Солярний знака особливо шанований серед угро-фінських народів. Корона - символ державної влади. У ній теж проглядається національний орнамент, який створює букву "м" і три ромбика - три міста республіканського підпорядкування. Ведмідь уособлює силу і міць, благородство. Ця тварина характерно для марійського лісового краю, вона особливо шанується місцевим населенням. Меч і молот символізують правопорядок і творчу працю, а щит - готовність влади захищати людину

### Критика
У своєму висновку щодо проєкту змін державної символіки Республіки Марій Ел, розглянутому на засіданні Геральдичної ради від 17 січня 2011 року, головний геральдист республіки зазначив, що відповідно до загальноприйнятої світової і російської геральдичної практиці державна символіка може кардинально змінюватися тільки у виняткових обставинах (проголошення державної незалежності, зміну конституційного ладу, реформа соціально-політичного устрою державного утворення, зміна його найменування). В інших випадках офіційні символи можуть бути модифіковані, доповнені або уточнені (виправлені) без внесення істотних змін в основні фігури, тинктури (кольори) і композицію герба і прапора, при виникненні обґрунтованої правової необхідності. У всіх згаданих випадках пропоновані зміни, доповнення або уточнення повинні мати строгі історичне, символічне і геральдичне обґрунтування, засновані на відповідних наукових дослідженнях.
Нова версія державного герба Республіки Марій Ел мала ряд істотних, що мають принципове значення, недоліків:
- в композиції герба геральдично некоректно проігноровано наявну державну символіку Республіки Марій Ел;
- запропоновані фігури (ведмідь, меч, молот, додатковий щиток, корона та ін.) не супроводжуються історичними, символічними і геральдичними обґрунтуваннями, незалежною експертною оцінкою.

Після затвердження нової символіки країни, колишній головний герольдмейстер при президенті Марій Ел Ізмаїл Єфімов направив лист державному герольдмейстери РФ Георгію Вілінбахова, в якому закликав не допустити реєстрації нових герба і прапора республіки. На його думку, представлені проєкти зображень герба і прапора не відповідають гідності і статусу державного символу республіки. Основні претензії колишнього герольдмейстера відносяться до ведмедя, «який може трактуватися так: агресивний червоний малорослий ведмідь з величезним мечем у лапі, подібним мечу хрестоносців (хрестоподібне руків'я), підкорює біле поле щита - символічний простір народу марі (білий колір - один з найшанованіших марійцями кольорів)».
На думку деяких спостерігачів, ініціатива Маркелова була пов'язана з бажанням зробити герб республіки схожим на символ партії «Єдина Росія».

## Історія

### 1937-1990

Герб Марійської АРСР (1978)

4 листопада 1930 року декретом ВЦВК і РНК РСФРР в районі проживання марійців (черемисів) утворена Марійська автономна область. 5 грудня 1936 року область перетворена в Марійську АРСР. 21 червня 1937 Надзвичайним 11-м з'їздом Рад МАРСР прийнята Конституція республіки (затверджена Верховною радою РРФСР 2 червня 1940 року).
Гербом МАРСР, згідно 111 статті Конституції МАРСР, став герб РРФСР з додаванням відповідних написів марійською мовою. Назва республіки на національній мові мала вигляд: «Марийский АССР», а девіз: «Чила Еллас пролетар-шамич, ушниза!». Станом на 1972 марійський девіз змінився і звучав як: «ЧЫЛА ЭЛЫСЕ ПРОЛЕТАРИЙ-ВЛАК УШНЫЗА!».
12 червня 1978 року опубліковано Указ Президії Верховної Ради МАССР про Державний герб МАРСР, затверджений Законом МАРСР від 26 грудня 1978 року. Положення про Державний герб МАРСР затверджено Указом Президії Верховної Ради Марійської АРСР від 21 серпня 1981 року. Текст марійського девізу дещо змінився: «ЧЫЛА ЭЛЛАСЕ ПРОЛЕТАРИЙ-ВЛАК УШНЫЗА!». 

### 1990-1993
У жовтні 1990 року третя сесія Верховної Ради Марійської РСР прийняла Декларацію про державний суверенітет. Новою назвою республіки стала «Марійська РСР-Марій Ел». 3 липня 1992 було затверджено назву «Республіка Марій Ел».
Постановою марійської Верховної Ради від 9 липня 1992 «Про державні символи Марійській РСР» затверджений гімн республіки, а також прийняті рішення доопрацювати орнамент на Державному прапорі і колірне сполучення елементів Державного герба Марійській РСР (автори ескізу Булигін Г.Н. у співавторстві з Даниловим А.А.); конкурс проєктів державного герба і прапора був продовжений до 1 грудня 1992 року.

### 1993-2006

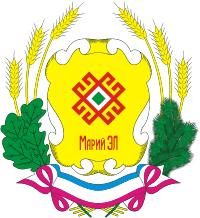
Герб Республіки Марій Ел (1993)

21 січня 1993 Верховна Рада Республіки Марій Ел затвердила новий державний герб республіки та Положення про нього. Автор герба - Ізмаїл Єфімов. Опис герба:
|  | Державний герб Республіки Марій Ел являє собою зображення на геральдичному щиті елемента марійського національного орнаменту, стародавнього символу родючості, в обрамленні колосся, дубових і хвойних гілок, що уособлюють традиційну прихильність населення республіки до сільськогосподарської праці і лісове багатство краю. Вінки перевиті триколірною (зі смуг Державного прапора Республіки Марій Ел: блакитного, білого, червоного кольорів) стрічкою. У нижній частині геральдичного шита під малюнком орнаменту напис «Марій Ел». У кольоровому зображенні Державного герба Республіки Марій Ел гілки зелені, колосся - золотисті, орнамент червоно-коричневого кольору; смуги стрічки. ідентичні квітам Державного прапора Республіки Марій Ел. Геральдичний шитий забарвлений в світло-охристий колір. |

Дубове листя на гербі символізують гірських марі, що проживають на правобережжі Волги, соснові гілки - лугових марі. Серцевина емблеми на гербі на відміну від прапора має зелений колір, що сімволізує зародження нового життя. 

### 2006-2011

Герб Республіки Марій Ел (2006)

28 листопада 2006 року на сесії Державних Зборів республіки депутати розглянули і підтримали внесений президентом Леонідом Маркеловим законопроєкт про державний прапор і державний герб республіки. З герба запропоновано прибрати колосся, написи, дещо змінити композицію. Це знайшло відображення в Законі Республіки Марій Ел «Про Державний герб Республіки Марій Ел і Державний прапор Республіки Марій Ел», прийнятому Державним Зборами 30 листопада 2006 року. У тексті Закону дається опис нового герба:
|  | Стаття 1. Державний герб Республіки Марій Ел є офіційним державним символом Республіки Марій Ел. Державний герб Республіки Марій Ел являє собою щит, в золотому полі якого зображено червлений (червоний) скошений марійський хрест, утворений двома парами здвоєних, абстрактних вузьких перев'язів навхрест, на кінцях двічі гамміровано-загнутих всередину кожної пари, з ромбом посередині. Щит обрамований стрічкою в кольорах Державного прапора Республіки Марій Ел. |

Доопрацювання герба виконувалася головним герольдмейстером при Президентові Республіки Марій Ел Ізмаїлом Ефімовим.